# Hibbertia pustulata
Hibbertia pustulata är en tvåhjärtbladig växtart som beskrevs av Toelken. Hibbertia pustulata ingår i släktet Hibbertia och familjen Dilleniaceae. Inga underarter finns listade i Catalogue of Life.